# Баланович Сергій Михайлович
Сергій Баланович (біл. Сяргей Міхайлавіч Балановіч, рос. Сергей Михайлович Баланович, нар. 29 серпня 1987, Пінськ, Білоруська РСР, СРСР) — білоруський футболіст, півзахисник клубу «Слуцьк». Грав за збірну Білорусі.

## Клубна кар'єра
Вихованець Пінської СДЮШОР-3. Перший тренер — Валерій Костяной. Футбольну кар'єру починав у рідному Пінську 2004 року виступами за команду «Волна» (Пінськ), в якій провів чотири сезони у нижчих лігах країни, взявши участь у 45 матчах чемпіонату.

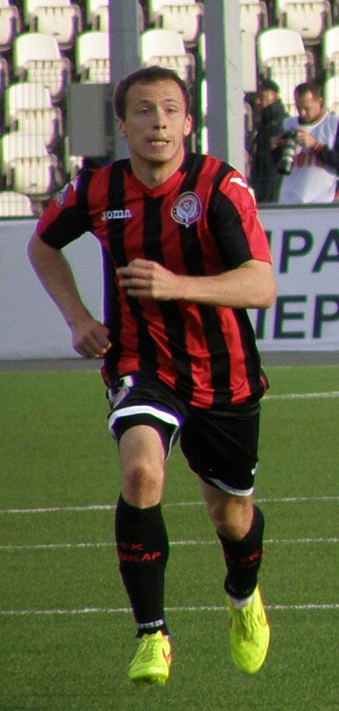
Сергій Баланович під час виступів за «Амкар». 2014 рік.

Своєю грою за цю команду привернув увагу представників тренерського штабу вищолігового клубу «Шахтар» (Солігорськ), до складу якого приєднався на початку 2008 року. Відіграв за солігорських «гірників» наступні сім сезонів своєї ігрової кар'єри. Більшість часу, проведеного у складі солігорського «Шахтаря», був основним гравцем команди. Зазвичай він діяв на позиції правого півзахисника, пізніше він почав чергуватися з Олексієм Ріосом. У липні 2010 року за удар французького захисника мінського «Динамо» Орельєна Монтарупа в обличчя був дискваліфікований на три матчі. 7 червня 2013 року він отримав травму в матчі збірної, але через місяць повернувся в основну команду. Після закінчення сезону 2013 послугах Балановича були зацікавлені кілька клубів (зокрема, мінське «Динамо»), але в підсумку в лютому 2014 року він продовжив контракт з «Шахтарем».
На початку липня 2014 роки їздив на перегляд до російського клубу «Уфа», але не підійшов команді, натомість 14 серпня перейшов в інший місцевий клуб «Амкар», підписавши угоду на два роки. У складі пермського клубу Баланович провів наступні чотири роки своєї кар'єри гравця. У «Амкарі» білорус відразу став гравцем основи, виступаючи як на позиції захисника, так і на місці півзахисника. Перший гол за «Амкар» забив у вересні 2015 року в виїзній грі на Кубок Росії проти «Спартака» (Нальчик).
Наприкінці сезону 2017/18 «Амкар» припинив своє існування і в липні 2018 року півзахисник повернувся до «Шахтаря», де незабаром став гравцем стартового складу. У грудні 2019 року він продовжив контракт із солігорським клубом за схемою «1+1».

## Виступи за збірну
У 2006—2009 роках виступав за молодіжну збірну Білорусі, з якою був учасником молодіжного чемпіонату Європи 2009 року у Швеції, проте жодного разу не виходив на поле, а білоруси зайняли останнє місце у групі.
7 червня 2012 року дебютував в офіційних іграх у складі національної збірної Білорусі у товариському матчі зі збірної Литви в Мінську (1:1). Забив свій дебютний м'яч за збірну 14 листопада 2012 року в товариському матчі зі збірної Ізраїлю в Єрусалимі (2:1), який став 200-им в історії збірної Білорусі. Загалом провів за збірну 33 матчі і забив 2 голи.

## Титули і досягнення
- Чемпіон Білорусі: 2020
- Срібний призер чемпіонату Білорусі (5): 2010, 2011, 2012, 2013, 2018
- Бронзовий призер чемпіонату Білорусі : 2019
- Володар Кубка Білорусі (2): 2013–14, 2018–19
- У списку 22 найкращих гравців чемпіонату Білорусі: 2011, 2012, 2013, 2014